# Celjsko-avstrijska vojna
Celjsko-avstrijska vojna (tudi celjsko-habsburška vojna) je bila vojna med Celjskimi grofi in Habsburžani (ter zavezniki), ki je primarno potekala v prvi polovici 15. stoletja na širšem Slovenskem in v Istri; povod za vojno so bile težnje po povečanju habsburških posesti na tem območju.

## Vojna
Povod za vojno je bil spor med Friderikom II. Celjskim in krškim škofom Johannom Scholdermannom zaradi nekaterih posestev v bližini Celja. Posledično so se plemiške rodbine na Slovenskem (na podlagi obstoječih pogodb, sporazumov oz. sporov) razdelile na dva tabora: avstrijskega in celjskega.
V prvem delu vojne so Celjani uspešno zavzeli habsburška posestva v Posavju in na Dolenjskem kot tudi na avstrijskem Štajerskem.
Leta 1440 so v Hainburgu podpisali premirje, ki je trajalo med 23. avgustom 1440 in 1. aprilom 1442. V sklopu premirja je krški škof Celjanom kot vojno odškodnino izročil več gradov: Rogatec, Pilštanj, Podčetrtek, Bizeljsko in Mokronog. Istega leta pa se je razplementela celjsko-ogrska vojna, v kateri je 1. marca 1441 celjska vojska premagala ogrsko vojsko pri Samoboru pod Gorjanci.
Kmalu po poteku premirja so tako Habsburžani kot Celjani zbrani nove sile; v tem delu vojne je bila prizorišče predvsem Kranjska. Celjani so neuspešno oblegali Ljubljano in Novo mesto; ti dve mesti, ki sta bili pod avstrijsko kontrolo, sta predstavljali zadnji večji oviri za celjsko oblast med Dravo in Istro. Po neuspehu so se Celjani vrnili.
16. avgusta 1443 so v Dunajskem Novem mestu Celjani in Habsburžani podpisali premirje ter hkrati tudi medsebojno dedno pogodbo.
Celjani so v vojni povečali ozemlje, a jim ni uspelo strateško povezati svojih ozemelj v celoto; pas Celovec-Ljubljana-Novo mesto je ostal v posesti Habsburžanov. Po izumrtju celjske rodbine pa so Habsburžani prevzeli celotno celjsko posest, s čimer so pridobili nazaj tudi med vojno izgubljene posesti.